# Paragaleus randalli
Paragaleus randalli  (лат.) — вид хрящевых рыб рода полосатых акул (Paragaleus) семейства большеглазых акул отряда кархаринообразных. Обитает в Индийском океане. Размножается плацентарным живорождением. Максимальная зафиксированная длина 48,3 см. Окраска светло-серая, без отметин. Мясо этих акул употребляют в пищу.

## Таксономия
Вид впервые описан в 1996 году. Голотип представляет собой взрослого самца длиной 71,9 см, прекаудальная длина составляет 55,1 см, пойманного в Персидском заливе у берегов Бахрейна. неполопозрелый самец длиной 59,8 см, прекаудальная длина 45,3 см, пойманный у берегов Индии; взрослый самец длиной 68,5 см, прекаудальная длина 52,7 см, пойманный в 1995 году в Персидском заливе у побережья Кувейта; взрослый самец длиной 75 см, прекаудальная длина 57,7 см, пойманный в Персидском заливе у берегов Саудовской Аравии; неполовозрелый самец длиной 61,5 см, прекаудальная длина 47,1, найденный в 1940 году на рыбном рынке в Вишахапатнаме, Индия; неполовозрелая самка, пойманная у брегов штата Керала, Индия и неполовозрелый самец длиной 59 см, прекаудальная длина 45,4 см, пойманная в 1965 году в Арабское море на глубине 88—94 м.
Рэндалл в своей книге «Sharks of Arabia» в 1986 году описал эту акулу, увиденную им в Персидском заливе, как Hypogaleus hyugaensi, однако, позднее оказалось, что она принадлежит к роду полосатых акул, и в 1996 году вид описали, назвав его Paragaleus randalli. 

## Ареал
Paragaleus randalli обитают в северной части Индийского океана, в Персидском и Оманском заливах, у западного и южного побережья Индии (Качский залив, Гуджарат, Коллам, Керала, Каньякумари, Тамилнад), Шри Ланки и северо-восточного побережья Индии (Вишахапатнам, Андхра-Прадеш). Встречаются на континентальном шельфе на глубине до 18 м.

## Биология
Эти акулы размножаются плацентарным живорождением. Длина новорожденных около 29 см. В помёте бывает до 2 новорожденных. Максимальный зафиксированный размер составляет 48,3 см.

## Взаимодействие с человеком
Вид не представляет опасности для человека. Этих акул ловят тралами и жаберными сетями. Мясо употребляют в пищу, из отходов вырабатывают рыбную муку. Для удвоения численности популяции требуется не менее 14 лет. Медленный жизненный цикл делает этот вид акул чувствительными к перелову и прочим антропогенным воздействиям. Международный союз охраны природы присвоил этому виду статус «Близкий к уязвимому положению».